# Montsauche-les-Settons
Montsauche-les-Settons é uma comuna francesa na região administrativa de Borgonha-Franco-Condado, no departamento Nièvre. Estende-se por uma área de 44,63 km². Em 2010 a comuna tinha 515 habitantes (densidade: 11,5 hab./km²).